# فرد دو
فرد دو (بالإنجليزية: Fred Doe)‏ هو لاعب كرة قاعدة أمريكي، ولد في 18 أبريل 1864 في غلوستر في الولايات المتحدة، وتوفي في 4 أكتوبر 1938 في كوينسي في الولايات المتحدة.

## وصلات خارجية
- فرد دو على موقعبيزبول رفرنس.كوم (الدوري الرئيسي) (الإنجليزية)
- فرد دو على موقعبيزبول رفرنس.كوم (الدوري الثانوي) (الإنجليزية)